# Drapelul Republicii Sovietice Socialiste Turkmene

Drapelul Republicii Sovietice Socialiste Turkmene (1953-1991)

Drapelul Republicii Sovietice Socialiste Turkmene sau Steagul Republicii Sovietice Socialiste Turkmene a fost în vigoare între anii 1953-1991.

## Descriere
Drapelul Republicii Sovietice Socialiste Turkmene era format din două benzi roșii orizontale, între care se aflau două benzi albastre mai înguste, acestea fiind despărțite de o bandă roșie și mai îngustă. În centrul primei treimi dinspre lance a benzii roșii superioare era așezat simbolul comunismului, o seceră și un ciocan de culoare aurie, având deasupra o stea în cinci colțuri, de aceeași culoare. Miezul stelei în cinci colțuri este roșu, culoarea dominantă a drapelului. Proporția dintre lățimea steagului și lungimea sa era aceeași ca și în cazul tuturor drapelelor republicilor unionale și al Uniunii Sovietice, de 1:2.
Întotdeauna, steagul Republicii Sovietice Socialiste Turkmene se arbora alături de steagul Uniunii Sovietice.
Steagul Republicii Sovietice Socialiste Turkmene a fost înlocuit de steagul Republicii Turkmenistan, la 19 februarie 1992, după proclamarea independenței acestei republici, la  27 octombrie 1991, sub denumirea de Republica Turkmenistan.

## Istoric
Drapelul Republicii Sovietice Socialiste Turkmenistan era până în anii 1930 similar cu cel al Uniunii Sovietice: roșu cu secerea și iocanul de culoare aurie, în colțul stâng superior.
Între 1937 și anii 1940, drapelul era roșu, având sigla, cu caractere latine, TSSR, de culoare aurie, apoi, din anii 1940, după impunerea de către Stalin a grafiei bazate pe alfabetul rusesc, caracterele latine au fost înlocuite cu caractere rusești: TCCP, de aceeași culoare aurie. 
În sfârșit, de la 1 august 1953, drapelul Republicii Sovietice Socialiste Turkmene a fost fixat, fiind folosit până la adoptarea drapelului Republicii Turkmenistan.